# 20-as busz (Kaposvár)
A kaposvári 20-as busz a Raktár utca és a Videoton Ipari Park között közlekedik, összekötve Tüskevárt, az Északnyugati városrészt, a Tisztviselőtelepet, a kisgáti területeket és a Keleti városrészt, így a város azon kevés járatainak egyike, melyek nem érintik a Belvárost. A buszvonalat a Kaposvári Közlekedési Zrt. üzemelteti.
A járat két végállomása egy-egy ipari jellegű területen található, ebből adódóan a 20-as busz csak munkanapokon közlekedik.

## Útvonal
A táblázatban a Raktár utcából induló irány látható.
| Útvonal                 |
| ----------------------- |
| Raktár utca             |
| Jutai út                |
| Hajnóczy utca           |
| Kanizsai út (610-es út) |
| Füredi út               |
| Laktanya forduló        |
| Füredi út               |
| Vörösmarty utca         |
| Kisfaludy utca          |
| Honvéd utca             |
| 48-as ifjúság útja      |
| Árpád utca              |
| Dombóvári út            |
| Kenyérgyár utca         |
| Izzó utca               |

## Megállóhelyek
A táblázatban a megállók a Raktár utcából induló irány szerint vannak felsorolva.
| Megálló                  | Össz. km (oda) | Össz. idő (oda) | Össz. km (vissza) | Össz. idő (vissza) | Átszállási lehetőség                    | A közelben található |
| ------------------------ | -------------- | --------------- | ----------------- | ------------------ | --------------------------------------- | --- |
| Raktár u.                | 0              | 0               | 10,6              | 29                 |                                         | |
| Raktár u. 2.             | 0,5            | 1               | 10,1              | 28                 |                                         | |
| Jutai út 45.             | 0,7            | 2               | 9,9               | 27                 |                                         | |
| Tóth Árpád u.            | 1,4            | 3               | 9,3               | 26                 | 1, 20A                                  | Tüskevár |
| Jutai út 24.             | 1,6            | 4               | 9,1               | 25                 | 1, 20A                                  | Kaposfil, Óvoda |
| Hajnóczy utcai csomópont | 2,1            | 5               | 8,6               | 24                 | 1, 13, 20A, 31                          | Meistro Lovasklub |
| Vasút köz                | 2,7            | 6               | 8                 | 23                 | 1, 13, 20A, 31                          | Nyugati temető, Zita Gyermekotthon, II. Rákóczi Ferenc Általános Iskola |
| Városi könyvtár          | 3,4            | 7               | 7,4               | 22                 | 1, 13, 20A, 31                          | 48-as ifjúság úti könyvtár, Iskolafogászat, Óvoda, KE Gyakorló Általános Iskola és Gimnázium, TESCO, Városliget                                                                                             |
| Füredi úti csomópont     | 3,8            | 9               | 7                 | 21                 | 1, 10, 11, 11Y, 13, 20A, 23, 27, 31, 91 | CBA Cent Bevásárlóközpont, Posta, Óvoda, TESCO |
| Toldi lakónegyed         | 4,1            | 10              | 6,6               | 20                 | 10, 11, 11Y, o20A, 23, 27               | Toldi Lakótelepi Általános Iskola és Gimnázium, Posta, Nemzeti Adó- és Vámhivatal, Szent Margit Templom, Éjjel-nappali                                                                                      |
| Kinizsi-lakótelep        | 4,6            | 11              | 6,2               | 19                 | 10, 11, 11Y, o20A, 23, 26, 27           | Leányotthon |
| Búzavirág utca           | 5,1            | 12              | 5,8               | 18                 | 10, 11, 11Y, o20A, 23, 26, 27           | Kinizsi Lakótelepi Általános Iskola, Óvodák, Bölcsőde |
| Laktanya, forduló        | 5,4            | 14              | 5,5               | 17                 | 10, 11, 11Y, o20A, 23, 26, 27           | Praktiker, Lidl, Diego, Jysk, laktanya, Raktár utcai nagykereskedések, ipari telephelyek |
| Búzavirág utca           | 5,9            | 15              | 5                 | 15                 | 10, 11, 11Y, o20A, 23, 26, 27           | Kinizsi Lakótelepi Általános Iskola, Óvodák |
| Nagyszeben utca          | 7,3            | 17              |                   |                    | 10, 11, 11Y, o20A, 23, 26, 27           | Leányotthon |
| Brassó utca              |                |                 | 3,6               | 13                 | 10, 11, 11Y, o20A, 23, 26, 27           | Leányotthon |
| Losonc köz               | 7,7            | 18              | 3,4               | 12                 | 12, o20A, 26                            | Kisfaludy Utcai Általános Iskola |
| Arany János tér          | 7,9            | 19              | 3                 | 11                 | 9, 12, o20A, 26, 91                     | Kisfaludy Utcai Általános Iskola, Piros házak, Arany téri piac, Dózsa Edzőcsarnok, Éjjel-nappali, Sávház |
| ÁNTSZ                    | 8,3            | 21              | 2,7               | 9                  | 10, 20A, 23, 26, 27 Honvéd u.: 12       | ÁNTSZ, Munkácsy Mihály Gimnázium, Berzsenyi park, Evangélikus templom, Óvodák, Bölcsőde, Zselic Áruház, OTP, Patyolat, Szolgáltatóház, Éjjel-nappali, Sávház                                                |
| Pázmány Péter u.         | 9,1            | 23              | 1,9               | 7                  | 20A, 23, 26, 27, 81                     | Eötvös Loránd Műszaki Szakközépiskola, Szakiskola és Kollégium; Somogy Vármegyei Rendőr-főkapitányság; Egészségügyi Főiskola (PTE ETK); Penny Market                                                        |
| Kisgát                   | 9,8            | 24              | 1,2               | 5                  | 20A, 23, 26, 27, 81                     | Klebelsberg Középiskolai Kollégium, Somogy-Flandria Inkubátorház és Konferencia Központ, Somogy Megyei Vállalkozói Központ Közalapítvány, Aldi, Lidl, autókereskedések, ipari telephelyek, nagykereskedések |
| Mező utcai csomópont     | 10,2           | 25              | 0,8               | 3                  | 8, 8B, 8E, 18, 20A, 23, 26, 81          | Keleti temető, ipari telephelyek, nagykereskedések |
| Kenyérgyár u. 1.         | 10,5           | 27              | 0,4               | 2                  | 8B, 8Y, 20A, 26                         | Videoton Ipari Park, ipari telephelyek, nagykereskedések |
| Kenyérgyár u. 3.         | –              | –               | 0,2               | 1                  | 8B, 8Y, 20A, 26                         | Videoton Ipari Park, ipari telephelyek, nagykereskedések |
| Videoton                 | 11,1           | 29              | 0                 | 0                  | 8B, 8Y, 20A, 26                         | Videoton Ipari Park, ipari telephelyek, nagykereskedések |

## Menetrend
- Aktuális menetrend Archiválva 2013. november 14-i dátummal a Wayback Machine-ben
- Útvonaltervező[halott link]